# 今村久美
今村 久美（いまむら くみ、1979年10月5日 - ）は、日本の社会起業家。認定NPO法人カタリバ設立者・同代表理事。

## 経歴・人物
岐阜県高山市出身、高校時代までを過ごす。「小さな頃から地味で、ごく普通の子どもだった」と本人談。
私立高山西高校2年生の夏休み、慶應義塾大学に見学に訪れた際に「自分もこんないきいきとした大学生になりたい！」と強く思える先輩に出会ったことがきっかけで、進路への考え方が変わる。憧れを現実にしようと受験に向き合った結果、慶應義塾大学環境情報学部に合格。
大学時代、成人式に出席するため帰省したときに、高校時代の友人たちの「大学なんてつまらない」「刺激がない」「毎日がヒマ」という言葉にショックを受ける。私と友人たちとは、一体何が違ってしまったのだろうか…？」と思い悩んだことが、カタリバ設立のきっかけとなる。
「同世代で同じ地域に生まれ育っても、たまたま出会う家庭環境や教育機会によって、価値観が違ってしまう。“こんな大人になりたい！”という憧れや目標を持てるか否かによって、描き出せる未来のイメージさえも、違ってしまう。どうすれば、“機会”や“環境“の格差を解消できるのか？」
こうした問題意識から、今村は大学在学中の2001年に、当時明治大学文学部の学生であった三箇山優花と共同で任意団体カタリバを設立。高校生のためのキャリア学習プログラム「カタリ場」を開始する。高校生が大学生など「ナナメの関係」にある少し年上の先輩と出会うことで、将来について考え主体性を育むきっかけをつかめるのでは、と考えたのだ。
2006年にNPO法人化し、同代表理事に就任。
2008年「日経ウーマンオブザイヤー」受賞。2009年、内閣府男女共同参画局「女性のチャレンジ賞」受賞。そのほか、日本を代表する社会起業家として米TIME誌の表紙を飾る。
東日本大震災以降は被災地の学校の復興支援を行う。被災地域の放課後学校「コラボ・スクール」を発案、宮城県女川町と岩手県大槌町で運営している。2016年に熊本県益城町、2017年には福島県広野町でもコラボ・スクールを開始。
その他、中高生の秘密基地「b-lab」（東京都文京区）、高校生が地域の課題に取り組む「マイプロジェクト」、教育から地域の魅力化に取り組む「おんせんキャンパス」（島根県雲南市）、困難を抱える子どもたちに学びと居場所を提供する「アダチベース」（東京都足立区）といった事業も展開。
文部科学省中央教育審議会委員、東京オリンピック・パラリンピック競技大会組織委員会 文化・教育委員会メンバー等を歴任。

## メディア履歴
- 2012.10.20　NHK Eテレ「グラン・ジュテ～私が跳んだ日」
- 2016.2.1-22　NHK Eテレ「東北発！未来塾」ー久美さんのやる気UP塾（4回連続放送）
- 2018.1.8　NHK 総合「未来塾」ー久美さんの本音教室。忖度するな、語り合え

## 関連書籍
- 「『カタリバという授業』－社会起業家と学生が生み出す“つながりづくり”の場としくみ」著：上坂徹、出版：英治出版
- 「ＮＰＯカタリバがみんなと作った　不登校ー親子のための教科書」著：今村 久美 　出版：ダイヤモンド社